# عتبات البهجة (مسلسل)
عتبات البهجة هو مسلسل دراما مصري عرض في موسم رمضان 1445 هـ. المسلسل من إخراج مجدي أبو عميرة وبطولة يحيى الفخراني، جومانا مراد، صلاح عبد الله، خالد شباط، عنبه وسماء إبراهيم.

## قصة المسلسل
بعد توليه مسئولية تربية أحفاده الأيتام عمر وجميلة، يجد وكيل الوزارة السابق بهجت الأنصاري نفسه يواجه سلسلة من المصاعب في سبيل توفير احتياجاتهما وابعادهما عن المشاكل، بينما يحاول البحث عن السعادة التي تبدو أنها بعيدة المنال.

## فريق العمل

### تمثيل
| - يحيى الفخراني: بهجت الأنصاري - جومانا مراد: نعناعة - صلاح عبد الله: عرفان - خالد شباط: عمر - هنادي مهنا: فُلة - مصطفى عنبة: تيتة - سماء إبراهيم: علية | - محسن منصور: حنفي - علاء مرسي: عيطة - هشام إسماعيل: عبد البديع - علاء زينهم: فهمي - ليلى عز العرب: د. سميرة - حازم إيهاب: فريد - يوسف عثمان: محمود | - أحمد كمال أبو رية: أسامة - بوسي الشامي: بسنت - بسنت أبو باشا: جميلة - كنزي هلال: مي - سما أحمد: الراقصة - محمود فايز - مصطفى طلعت | - مصطفى حشيش: خالد النمر - أشرف طلبة - تغريد فهمي: أم ربيع - أحمد ماجد - صفاء الطوخي: لبنى - حنان يوسف: شوقية - وفاء صادق: منال |

إشترك في التمثيل:أحمد محسن منصور - مراد فكري صادق: بودة - أشرف خاطر - عمرو صحصاح: مصطفى - عز الدين مصطفى - محمود الشرقاوي- حمادة حسني: كوتش - معتز الزعيم - عيد أبو الحمد: نجف - لي لي الشاعر - سمير حكيم: سيد - أشرف بوزيشين - محمود بكر  - زينب السبكي - فدوى ممدوح: سعاد - دنيا حلمي - إبراهيم عمران - خالد نور الدين - نجلاء المليجي - يوسف حمودة - حازم فؤاد - عبداللطيف الطحاوي - محمد عشماوي - ناجي سعد - محمد نصار- عادل ماضي - محمود بوجي - علا عبدالباقي - حسن فاروق - فارس محمد - محمد أمين - بلال هيثم - سيف البوهي - ناريمان سليم - كارين - وليد عبد العزيز - فارس علي -  صلاح نجم - علاء هاشم - محمد العدل - مارينا مجدي - عمر الشافعي - محمد شريف الغريب - هدير عمرو - أحمد حلمي - روان ريان - حسونة - أشرف سعيد - أشرف الضبع - إيهاب إسماعيل - عمرو المغربي - احمد الباز - إبراهيم هداية - عبد العال سيد - أبراهيم طارق - عبير الشرقاوي - نور عمرو سعيد - ديابلو

### الإداريون
| - مجدي أبو عميرة: مخرج - محمد دياكونو: مساعد مخرج - خالد العدل: مساعد مخرج ثان - مدحت العدل: مؤلف | - إبراهيم عبد المجيد: اقتباسًا عن روايته - احمد البوهي: سيناريو وحوار - العدل جروب: منتج - جمال العدل: منتج | - سامح الأمير: مدير التصوير - خالد الكمار: موسيقى تصويرية - وسام الليثي: مونتاج |